# Andowiak oliwkowoszary
Andowiak oliwkowoszary (Thomasomys cinereus) – gatunek ssaka z podrodziny bawełniaków (Sigmodontinae) w obrębie rodziny chomikowatych (Cricetidae).

## Zasięg występowania
Andowiak oliwkowoszary występuje w południowo-zachodnim Ekwadorze (Parque Nacional Yacurí) i północno-zachodnim Peru (na zachód od rzeki Marañón).

## Taksonomia
Gatunek po raz pierwszy zgodnie z zasadami nazewnictwa binominalnego opisał w 1882 roku brytyjski zoolog Oldfield Thomas nadając mu nazwę Hesperomys (Rhipidomys) cinereus. Holotyp pochodził z Cutervo, na wysokości 9200 ft (2804 m), w regionie Cajamarca, w Peru. 
T. cinereus prawdopodobnie reprezentuje kompleks gatunkowy. Autorzy Illustrated Checklist of the Mammals of the World uznają ten takson za gatunek monotypowy.

### Etymologia
- Thomasomys: Oldfield Thomas (1858–1929), brytyjski zoolog, teriolog; gr. μυς mus, μυος muos „mysz”[7].
- cinereus: łac. cinereus „popielatoszary, koloru popiołu”, od cinis, cineris „popioły, prochy”[8].

## Morfologia
Długość ciała (bez ogona) 107–146 mm, długość ogona 147 mm, długość ucha 20 mm, długość tylnej stopy 28–32 mm; masa ciała 44 g. 

## Ekologia
Jest to gatunek leśny, żyjący w podszyciu, aktywny w nocy. Zamieszkuje głównie lasy górskie. 

## Status i zagrożenia
Nie jest zaliczany do gatunków zagrożonych, lecz niektóre populacje mogą być narażone na efekty wylesiania.